# Opera (navegador web)
Opera és un navegador d'Internet desenvolupat per l'empresa noruega Opera Software l'any 1994. Des de la versió 8.50 es distribueix gratuïtament, tot i que anteriorment havia estat de pagament (abans de la versió 5.0) i es distribuïa com a shareware o adware posteriorment.
Opera Browser és conegut per la seva velocitat, seguretat, suport d'estàndards (especialment CSS), mida reduïda, internacionalitat i constant innovació. Va ser un dels primers navegadors amb "pestanyes" per a la navegació web, i aquesta va ser la seva característica principal en les seves primeres versions.

## Versions

### Últimes versions publicades
Nota: L'últim número de versió pot diferir entre llengües; aquests números són per a la versió anglesa (EUA) original.
- Microsoft Windows: 9.26 (Windows 95 més tard)
- Microsoft Windows: 3.62 (Windows 3.x)
- Mac OS X: 9.26; Mac OS: 6.03
- Linux i386, SPARC i PowerPC: 9.01
- Linux arm: 7.6 (vegi nota a sota)
- FreeBSD i386: 9.26
- Solaris SPARC i i386: 9.26
- OS/2: 5.12
- BeOS: 3.62
- QNX: 6.0.1
- Symbian OS Series 60: 8.65 (Series 60 3a i 2a Edició)
- Symbian OS Series 60: 6.20 (Series 60 1a Edició)
- Symbian OS UIQ: 6.31
- EPOC: 5.14
- Windows Mobile: 8.65
- Java ME (Opera Mini): 2.0.4509 - pro mòbils i altres amb MIDP 1.0
- Pocket PC: 8.65[1]
- Windows CE

### Nintendo DS & Wii
Opera ha confirmat que està desenvolupant un navegador d'Internet exclusivament per a la consola de videojocs de Nintendo Wii i la consola portàtil Nintendo DS. El Navegador d'Opera de DS es va publicar al Japó el 24 de juliol, de 2006, i Opera ha anunciat una data de llançament per a Europa el 6 d'octubre. El navegador de DS funciona amb un cartutx de Nintendo DS, i un cartutx de GBA per a memòria extra. La primera pantalla s'utilitza per visualitzar les pàgines web, mentre que la pantalla inferior visualitza una vista sencera de la pàgina, i un teclat. El Navegador Nintendo DS suporta Flash, PDF, àudio o vídeo. També s'esmentava que el navegador es carrega en una "qüestió de segons". El Navegador Wii és similar a programari que s'executa en un PC i aprofita l'innovador comandament del Wii.